# 高襄嫔
襄嫔高氏（17世纪—1746年），有称闺名為高在仪，高廷秀之女，康熙帝之庶妃，经雍正、乾隆两朝尊封为襄嫔。

## 生平
《爱新觉罗宗谱·星源集庆》仅记高氏为“高延秀之女，初为庶妃”，未提及具体家世。或称她为漢軍正藍旗人，当以旗人身份參加外八旗選秀，並且被指定為內庭主位。生父未知是否為《余姚六倉志》記載中曾選任皇家鑄印局大使余姚匡堰鎮高家村人高廷秀。
高氏入宮时间不詳，当在康熙四十年或之前。至康熙六十一年时，高氏未獲得正式冊封。当时，后宫制度不完善，生育皇子的嫔御享有不同等级的妃嫔待遇，但长期未正式受封亦为常见。清代文献中，她與境遇相同的妃子被統稱為庶妃，高氏的具体待遇已无从考证。
康熙四十一年（1702年）九月初五日，高氏生皇十九子胤禝。康熙四十二年二月十四日，生皇十九女。康熙四十三年十月十二日，內務府制作兆祥所小公主周岁玩耍用小盒一个共用银十两。由此可見，依清宫习惯，高氏並沒有親自養育皇十九女。
康熙四十五年（1706年）七月二十五日，高氏生皇二十子胤祎。根据《清代内阁大库散佚满文档案选编》的记载，康熙四十六年（1707年）七月，即皇二十子胤祎周岁晬盘时，内务府总管太监斋林送去了两件玉兽和两枚金箔扇坠。同年，聖祖位下的乾清宮主位有二十六人，檔案中無稱號的大答應有十人，高在儀或已在其中。值得一提的是康熙朝的乾清宮主位，即指皇后以下，大答應或以上的妃子。
康熙六十一年（1722年）十一月十三日，康熙帝在暢春園清溪書屋逝世；十二月，新继位的雍正帝尊封一批先朝妃嫔，實錄称“现在有曾生兄弟之母未经受封者，俱应封为贵人”，高在儀当是此时被尊为皇考秀贵人。根據乾隆朝《清内务府京城全图》的描繪，寧壽宮區域的景福宫以北是三座规格比壽康宮區域壽三宮還高的宫院，分别标称为“西宫”、“中宫”和“东宫”，秀貴人當是與其他低位妃嬪如洛常在等人在此處居住。
秀貴人高在儀在被正式尊封為襄嬪前，在宮中仍被稱為秀嬪。乾隆元年（1736年) 六月初二日，總管內務府向高宗謹奏奏稱寧壽宮嬪四位的朝冠東珠之事，希望將花梨木匣內盛貯有眼東珠內選出呈覽。同年十二月，乾隆帝尊高在儀为皇祖襄嫔。乾隆十一年（1746年）六月二十八日，寧壽宮襄嫔逝世。

## 冊文
坤儀翊贊，人垂彤管之芬；巽命昭宣，克衍銀潢之派。式稽彝典，用賁龍章。皇考貴人高氏，秉性謙和，持躬恪慎。佐椒庭之盛治，雅副徽音；被蘭殿之仁風，虔共內職。祥徵慈範，本淑慎以流徽；慶積宗盟，葉安敦而褆福。聿隆顯號，丕著芳型。謹以金冊尊為皇祖襄嬪。玉簡凝庥，迓鴻禧而川至；芝函煥彩，娛朱邸之春暉。謹言。